# Deilmannscher Bauernhof

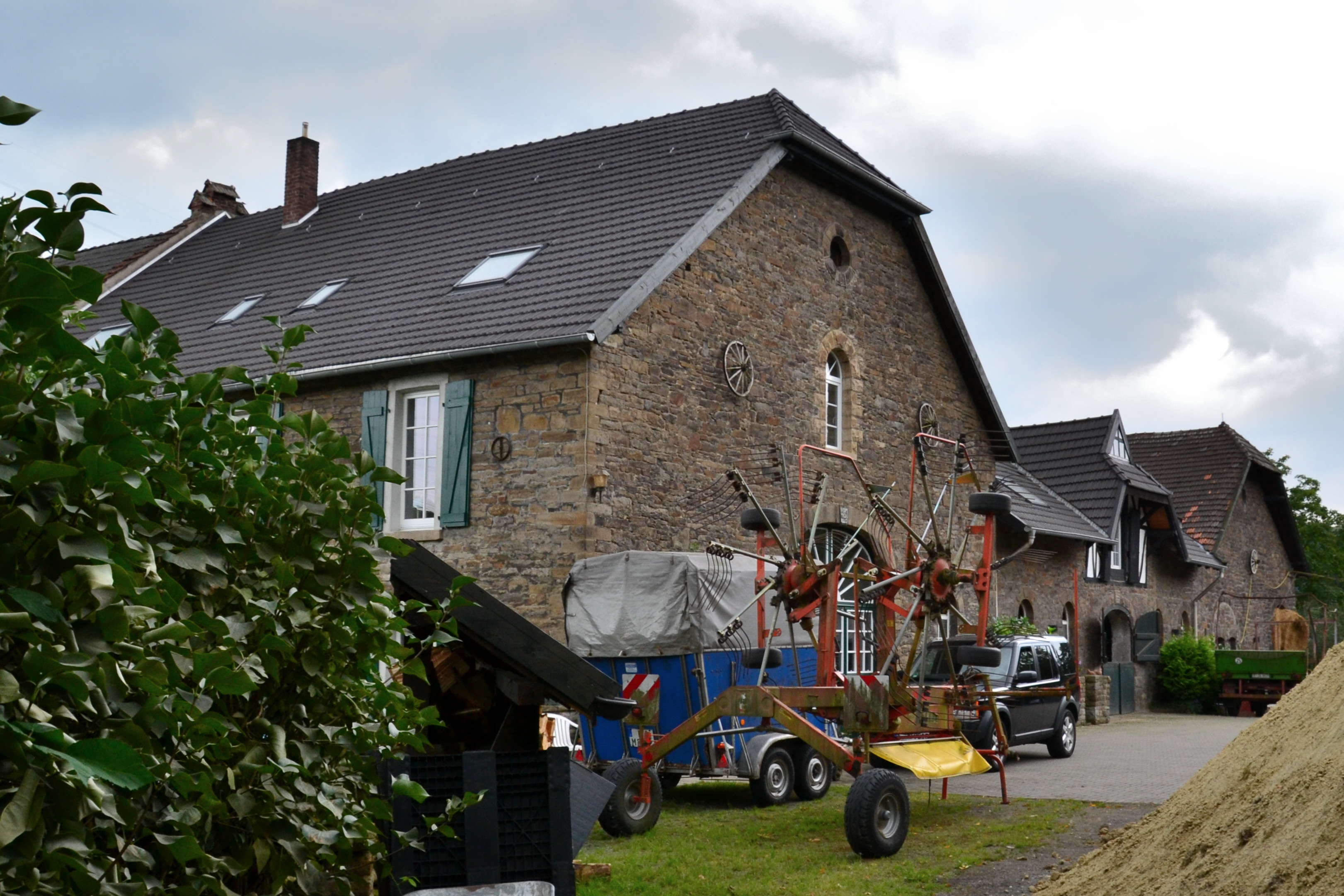
Deilmannshof, 2012

Der Deilmannsche Bauernhof ist eine Dreiflügelanlage in Byfang, Essen. 
Das Haupthaus wurde 1840 errichtet. Es handelt sich um ein zweigeschossiges Gebäude aus Bruchstein mit Krüppelwalmdach und gestuftem First. Der eingeschossige Wirtschaftstrakt mit einem Zwerchgiebel wird inschriftlich auf 1896 datiert.
Der Ursprungshof war weiter nördlich gelegen. Vermutlich hat der Deilhof bereits um 840 bestanden und gehörte Haus  Hardenberg. Die älteste urkundliche Erwähnung ist in einem Rellinghauser Intradenverzeichnis aus der Zeit 1366/1400 zu finden. Die zum Hof gehörende Deilmühle wurde erstmals 1522 urkundlich erwähnt. 
Der Hof ist heute Schaupunkt der Museumslandschaft Deilbachtal.